# Filoteo Alberini
Pour les articles homonymes, voir Alberini.
Filoteo Alberini (né le 14 mars 1865 à Orte en Italie et mort le 12 avril 1937 à Rome) est un directeur de la photographie, réalisateur, producteur de cinéma et metteur en scène italien.

## Biographie
En 1895, alors âgé de 30 ans, Filoteo Alberini dépose un brevet pour son kinographe, un appareil de prise de vue, de tirage et de projection.
Ce pionnier du cinéma italien ouvre en 1899 une salle de projection à Florence en Italie et une autre, le « Moderno » à Rome en 1904. En 1905, il crée, à Rome, la société Alberini & Santoni, première manufacture cinématographique italienne, qui devient en 1906 la Cines.
En 1905, il tourne La Prise de Rome, un des premiers longs métrages italiens.
La première eut lieu à Rome, Porta Pia le 20 septembre 1905, à l'occasion de l'anniversaire des  35 ans de Rome Capitale, et on estime à plus de cent-mille le nombre de spectateurs de la soirée ainsi que des jours suivants.[évasif]
Il s'agit d'une œuvre très anticléricale fortement influencée par la pensée maçonnique (Alberini était franc-maçon, maître de la loge « La Concordia » de Florence, elle fut très fortement voulue par des francs-maçons influents comme Alessandro Fortis, Leonardo Bianchi et Ettore Pedotti, et fut une réponse  renaissante à l'influence politique de l’Église catholique, ainsi qu'un exemple d'application des idées d'Ernesto Nathan, qui considérait les fêtes et les célébrations comme des occasions de diffusion de la pensée laïque.[réf. nécessaire]
Plus tard, il s'intéressera au cinéma panoramique et stéréophonique.

## Filmographie

### Directeur de la photographie
- 1905 : La Prise de Rome (20 septembre 1870) (La Presa di Roma)
- 1906 : Tom Butler
- 1906 : Pranzo provvidenziale
- 1906 : La Pila elettrica
- 1906 : La Gitana
- 1906 : Dopo un Veglione
- 1906 : Cuore e patria
- 1906 : La Confessione per telefono
- 1906 : Nozze tragiche
- 1906 : Il Dessert di Lulù
- 1906 : Il Ratto di una sposa in bicicletta
- 1906 : Le Ore di una mondana
- 1906 : Il Pompiere di servizio
- 1906 : Onore rusticano
- 1906 : Otello
- 1907 : Triste giovinezza
- 1909 : Povera madre!
- 1909 : Don Carlos
- 1910 : Messalina
- 1911 : Dramma alla frontiera

### Réalisateur
- 1905 : La Malia dell'oro
- 1905 : Un Colloquio disturbato
- 1905 : Ginnastica moderna
- 1905 : La Prise de Rome (20 septembre 1870) (La Presa di Roma)
- 1905 : Nell'assenza dei padroni
- 1906 : Vendetta di suonatori
- 1906 : Pierrot innamorato
- 1906 : La Merca del bestiame nell'agro romano
- 1906 : Concorso ippico
- 1906 : La Cascata delle Marmore presso Terni
- 1906 : L'Albero di Natale
- 1906 : Visita dei reali di Grecia a Roma

### Producteur
- 1907 : Raffaello e la Fornarina
- 1908 : Siegfried
- 1909 : Il Piccolo garibaldino
- 1909 : Parsifal
- 1909 : Lo stretto di Messina
- 1911 : Brutus